# Revoluções de 1917–1923
As Revoluções de 1917–1923 foram uma onda revolucionária que incluiu agitação política e revoltas armadas em todo o mundo, inspiradas pelo sucesso da Revolução Russa e pela desordem criada pelo rescaldo da Primeira Guerra Mundial. As revoltas foram principalmente de natureza socialista ou anticolonial. Algumas revoltas socialistas não conseguiram criar estados socialistas duradouros.  As revoluções tiveram efeitos duradouros na formação do futuro cenário político europeu, com, por exemplo, o colapso do Império Alemão e a dissolução da Áustria-Hungria. 
A Primeira Guerra Mundial mobilizou milhões de soldados, remodelou poderes políticos e gerou turbulência social. A partir da turbulência eclodiram revoluções diretas, ocorreram greves massivas e muitos soldados se amotinaram. Na Rússia, o czar Nicolau II abdicou durante a Revolução de Fevereiro. O governo provisório russo liberal de curta duração foi formado, mas foi derrubado pelos bolcheviques na Revolução de Outubro, que desencadeou a sangrenta Guerra Civil Russa. Muitos soldados franceses amotinaram-se em 1917 e recusaram-se a enfrentar o inimigo. Na Bulgária, muitas tropas se amotinaram e o czar búlgaro renunciou. Greves em massa e motins ocorreram na Áustria-Hungria, e a monarquia dos Habsburgos entrou em colapso. Na Alemanha, a Revolução de Novembro levou ao fim do Império Alemão. A Itália enfrentou várias greves em massa. A Turquia viveu uma guerra de independência bem sucedida. A Irlanda foi dividida e o Estado Livre Irlandês foi criado. Em todo o mundo, ocorreram vários outros protestos e revoltas. 

## Revoluções comunistas na Europa

### Rússia

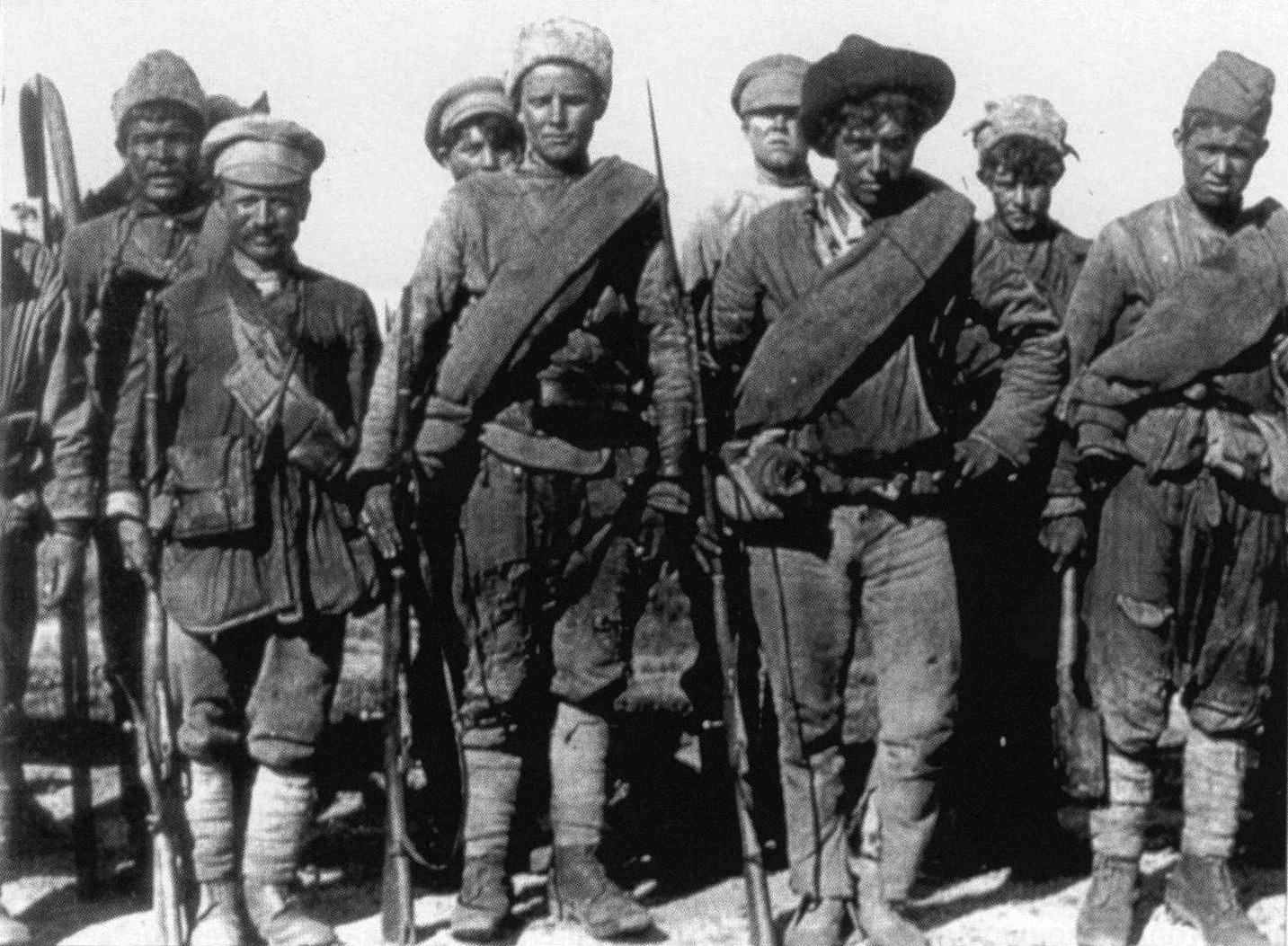
Soldados russos do Exército Siberiano antibolchevique em 1919

Na Rússia Imperial devastada pela guerra, a Revolução de Fevereiro derrubou a monarquia. Seguiu-se um período de instabilidade e os bolcheviques tomaram o poder durante a Revolução de Outubro. Os ascendentes bolcheviques logo se retiraram da guerra com grandes concessões territoriais pelo Tratado de Brest-Litovski e lutaram contra seus rivais políticos durante a Guerra Civil Russa, incluindo as forças invasoras das Potências Aliadas. Em resposta a Vladimir Lenin, os bolcheviques e a emergente União Soviética, forças anticomunistas de uma ampla variedade de facções ideológicas lutaram contra os bolcheviques, particularmente pelo movimento branco contrarrevolucionário e pelos exércitos camponeses verdes, pelos vários movimentos nacionalistas na Ucrânia. e outros aspirantes a novos estados, como os da Transcaucásia Soviética e da Ásia Central Soviética, a Terceira Revolução Russa de inspiração anarquista e a Revolta de Tambov. 
Em 1921, a exaustão, o colapso dos transportes e dos mercados e as ameaças de fome fizeram com que até mesmo elementos dissidentes do Exército Vermelho se revoltassem contra o estado comunista, como durante a Revolta de Kronstadt. No entanto, as forças antibolcheviques eram descoordenadas e desorganizadas e operavam todas na periferia. O Exército Vermelho, operando no centro, derrotou-os um de cada vez e recuperou o controlo. O fracasso total das revoluções inspiradas no Comintern foi uma experiência preocupante em Moscovo, e os bolcheviques passaram da revolução mundial para o socialismo num só país, a Rússia. Lenin passou a abrir relações comerciais com a Grã-Bretanha, Alemanha e outros países importantes. De forma mais dramática, em 1921, Lenin introduziu a Nova Política Econômica (NEP), que permitia que particulares possuíssem pequenas e médias empresas. Nesse processo de revolução e contrarrevolução, a União das Repúblicas Socialistas Soviéticas (URSS) foi oficialmente criada em 1922. 

### Grão-Ducado da Finlândia e a Guerra Civil Finlandesa
Após a Revolução de Fevereiro, o Partido Social-Democrata da Finlândia organizou os Guardas Vermelhos, compostos por um grupo heterogéneo de ativistas sindicais, anarquistas e ativistas de esquerda. Os social-democratas obtiveram maioria absoluta no parlamento finlandês com 103 dos 200 representantes nas eleições parlamentares de Julho de 1916. A primavera de 1917 foi relativamente pacífica, embora houvesse uma grave escassez de alimentos e uma forte inflação, o que irritou tanto as empresas como a classe trabalhadora. Os grupos políticos e sociais anti-socialistas, especialmente os nacionalistas do Partido Jovem Finlandês, financiaram e apoiaram secretamente o Movimento Jäger Finlandês, onde centenas de jovens estudantes finlandeses se alistaram secretamente no Exército Alemão para combater o Exército Russo na Frente Oriental. As Jornadas de Julho em Petrogrado agravaram a situação na Finlândia, e havia dezenas de milhares de soldados russos na Finlândia como forças de defesa costeira, que organizaram os seus próprios conselhos de trabalhadores, marinheiros e soldados em cidades costeiras finlandesas como Helsínquia, Turku e Viipuri. 
Ao contrário da esquerda finlandesa, a direita política finlandesa e a política anti-socialista foram divididas em várias facções, com os arrendatários, a população rural e a base agrária apoiando a União Agrária, os professores e a classe média liberal da cidade apoiando o Partido Jovem Finlandês, mais Finlandeses conservadores e apaziguadores (em relação às políticas de russificação), alguns com muitos laços financeiros com Petrogrado e a Rússia apoiando o Partido Finlandês e suecos finlandeses e alguns nobres apoiando o Partido Popular Sueco. 
Após a ascensão de Alexander Kerensky ao cargo de primeiro-ministro no verão de 1917, o fim da monarquia Romanov e o caos em Petrogrado, o parlamento finlandês tentou estabelecer uma lei conhecida como "valtalaki", "lei de poderes", que transferiria formalmente o papel do o agora abolido monarca russo e o Governador Geral como Supremo Executivo do Estado Finlandês para um conselho executivo parlamentar de três homens ou para o Senado Finlandês (essencialmente o Gabinete do Parlamento). A lei foi debatida intensamente e não foi possível estabelecer consenso. Os social-democratas mais pró-revolução estavam divididos antes de outubro de 1917. Alguns queriam que a lei fosse aprovada para que a maioria social-democrata no Parlamento finlandês pudesse estabelecer a Finlândia como um estado socialista independente, mas os problemas persistiram, como a presença militar russa, da qual milhares eram pró-bolcheviques. 
Em Agosto de 1917, o Golpe de Kornilov alterou severamente o grupo em termos das relações Helsínquia-Petrogrado. Foi estabelecido um consenso entre os social-democratas e os blocos burgueses, e eles decidiram realizar novas eleições em Outubro de 1917 como uma espécie de "primeiras eleições" após a abolição da monarquia Romanov. Nas eleições de Outubro, a coligação burguesa uniu-se e conquistou a maioria no parlamento. Isto dividiu ainda mais a divisão interna dentro do SDP, uma vez que as revoluções de Outubro estavam a poucas semanas de acontecer e vários social-democratas finlandeses pró-revolução estavam em conversações activas com os bolcheviques em Petrogrado, como Otto Wille Kuusinen, Kullervo Manner e Karl Wiik. O Parlamento declarou confiança à burguesia Svinhufvud Senado, que mais tarde ratificaria a declaração de independência da Finlândia em 6 de dezembro de 1917. O discurso para a declaração já foi proferido por Svinhufvud ao parlamento no dia 4 de dezembro. 
Em parte devido à raiva e às tensões crescentes após as eleições de Outubro, os sociais-democratas convocaram uma greve geral; um dos únicos três da Finlândia na história. Otto Ville Kuusinen e Kullervo Manner, como membros do conselho executivo interno do SDP, eram a favor da revolução agora e o conselho do SDP votou contra a decisão da revolução em novembro por apenas um voto - mais tarde Kuusinen lamentou isso, pois já havia nomeado várias figuras pró-revolução ao conselho e teve apoio para mais. Além disso, as tensões aumentaram quando ocorreu um massacre em Mommila, no qual um destacamento bolchevique independente de soldados russos invadiu uma mansão finlandesa assassinando o empresário finlandês Alfred Kordelin. O futuro presidente Risto Ryti e sua esposa Gerda escaparam dos acontecimentos em Mommila por poucos minutos, fugindo para uma floresta próxima. 
Os Guardas Brancos começaram a mobilizar-se após o ataque e declararam o seu apoio ao Senado de Svinhufvud. 
Em meados de janeiro, o país mergulhou no caos. O tenente-general Carl Mannerheim chegou de alta de Odessa a Petrogrado e a Vaasa para organizar um exército finlandês. Em meados de Janeiro, o Senado de Svinhufvud declarou a Guarda Branca como o exército legal e oficial do Estado finlandês. Vários membros do parlamento leais à república e ao Senado de Svinhufvud partiram para Vaasa, onde seria localizado o quartel-general do Exército Branco. Além disso, as máquinas de impressão de dinheiro do Banco da Finlândia foram evacuadas para Vaasa para continuar a produção de moeda para o estado finlandês. 
Em 27 de janeiro de 1918, os Guardas Vermelhos acenderam as chamas no topo da Casa dos Trabalhadores de Helsínquia, significando que a revolução tinha começado. O Exército Branco organizado em Vaasa conseguiu desarmar milhares de soldados russos (com simpatias bolcheviques) em Seinäjoki e Vaasa nos dias 26 e 27 de janeiro. Em fevereiro, os Jägers finlandeses da Alemanha retornaram à Finlândia e chegaram a Vaasa. Em fevereiro-março de 1918, os Vermelhos estavam em uma situação difícil, já que os negociadores alemães (com contatos ativos do governo finlandês branco) durante as negociações do tratado de paz de Brest-Litovsk essencialmente forçaram os bolcheviques a abrir mão dos direitos à Finlândia, a parar de apoiar os Vermelhos e desarmar completamente o resto dos soldados russos estacionados em terras finlandesas ainda controladas pelos Vermelhos. 
Em março-abril, as forças alemãs desembarcaram em Hanko, Åland e na região de East Uusimaa e com um ataque em três frentes do oeste, norte e leste, capturaram Helsínquia com tropas finlandesas. A guerra terminou essencialmente em 15 de maio de 1918, e os brancos realizaram uma parada da vitória em Helsínquia em 16 de maio. 

### Europa Ocidental

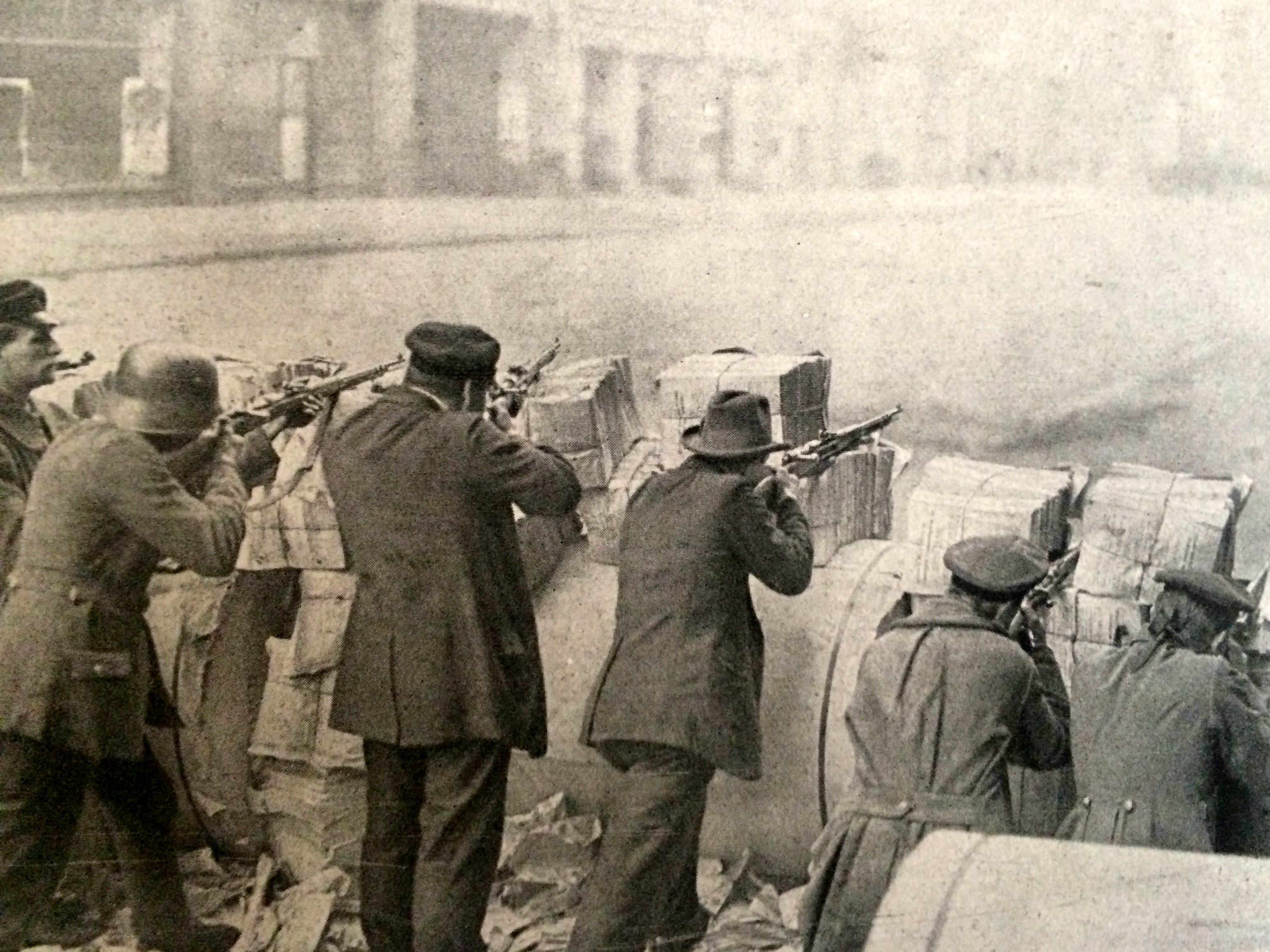
Barricada durante o Levante Espartaquista na Alemanha, 1919

As vitórias leninistas também inspiraram uma onda de acção revolucionária para alcançar o comunismo mundial: a maior Revolução Alemã e os seus descendentes, como a República Soviética da Baviera, a vizinha Revolução Húngara e o Biennio Rosso em Itália, além de várias revoltas, protestos e greves menores, tudo isso provou ser abortivo.
A Revolução Alemã, no entanto, revelou-se decisiva na abdicação do Kaiser alemão, bem como no fim do Império Alemão e, como tal, veio a moldar o futuro político da Europa.  Também ajudou a convencer os legisladores do Reino Unido a começar a levantar o embargo paralisante ao país. 
Os bolcheviques procuraram coordenar esta nova onda de revolução no Comintern liderado pelos soviéticos e nos novos partidos comunistas separados das suas antigas organizações socialistas e da antiga Segunda Internacional moderada. Lenin viu o sucesso da potencial revolução alemã como sendo capaz de acabar com o isolamento económico da recém-formada Rússia Soviética.  Apesar das ambições de uma revolução mundial, os apoiantes do socialismo num país liderado por Josef Stalin chegaram ao poder no estado soviético, instituíram a bolchevização do Comintern e aboliram-no em 1943. 
Após a Segunda Guerra Mundial, o Exército Vermelho ocupou a maior parte da Europa Oriental, e os comunistas chegaram ao poder nos Estados Bálticos, na Polônia, na Hungria, na Tchecoslováquia, na Romênia, na Bulgária e na Alemanha Oriental. 

### Itália

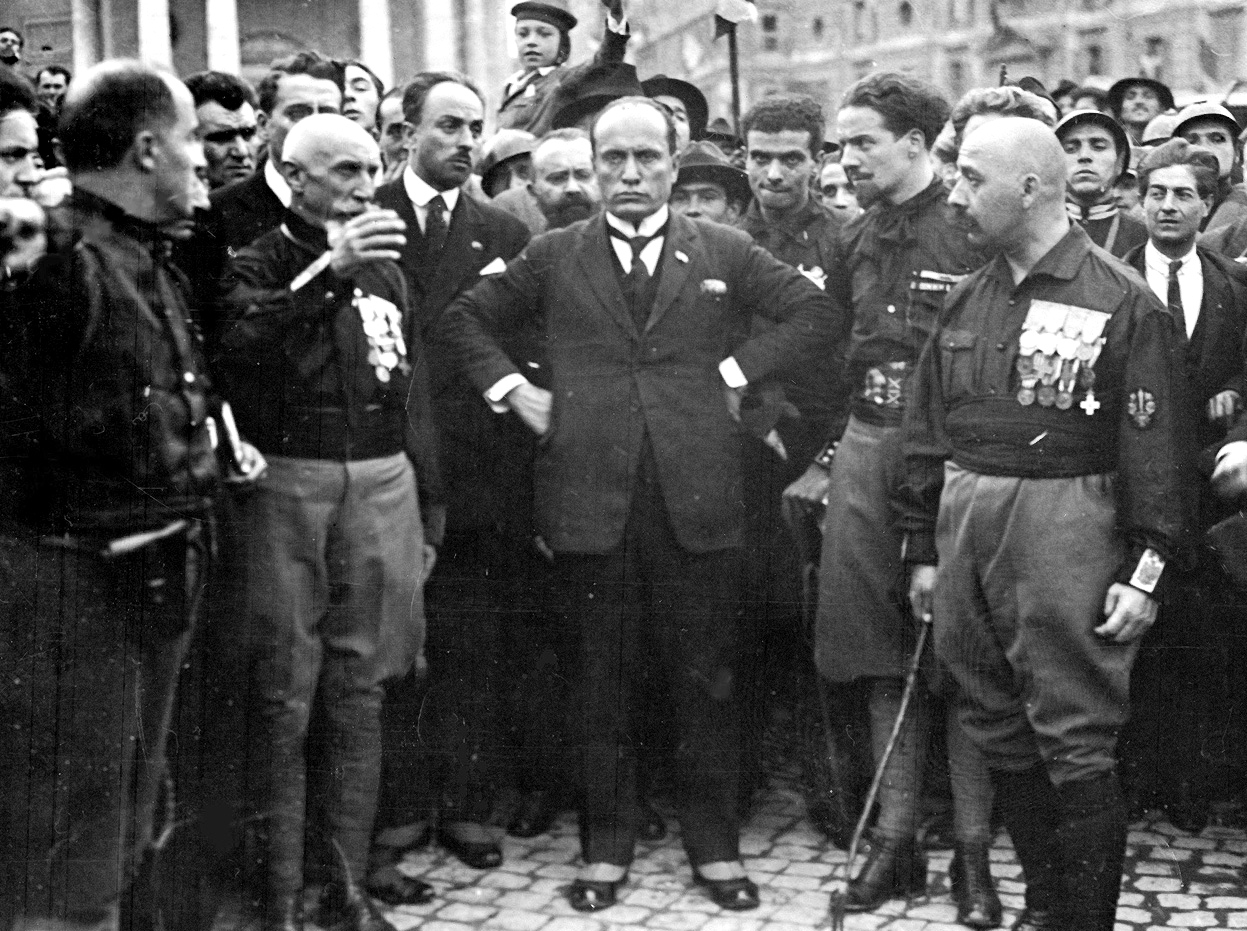
Marcha sobre Roma

O rescaldo da Primeira Guerra Mundial em Itália resultou em grandes níveis de desemprego e numa crise económica. Por exemplo, no final de 1920, a lira italiana valia apenas um quarto do seu valor de 1914 e, na primeira metade de 1921, o custo de vida de uma família média da classe trabalhadora era 560% mais elevado do que em 1914.  Estes fatores ajudaram a causar o Biennio Rosso (ou os Dois Anos Vermelhos), que foi um período de intenso conflito social entre os revolucionários comunistas e o Reino Italiano. O aumento do apoio da classe trabalhadora ao Socialismo neste período foi rápido e muito significativo à medida que o Partido Socialista Italiano aumentou o seu número de membros para 250.000, o principal sindicato socialista "A Confederação Geral do Trabalho" atingiu dois milhões de membros, enquanto o anarquista Sindicalista Italiano O Union viu até 500.000 afiliados aderirem.
Este período de atividade revolucionária foi caracterizado pela criação de conselhos de fábrica sob o controle dos revolucionários comunistas e dos anarco-sindicalistas.  O conflito de classes também emergiu no campo, com greves e confrontos em todo o Norte do Vale do Pó.
Apesar do crescente apoio à revolução em Itália, os revolucionários não foram capazes de capitalizar o crescimento do seu movimento, o que resultou num desejo de mudança social diminuindo lentamente e abriu o caminho para uma eventual reação fascista. 

### Hungria
Após a Primeira Guerra Mundial, a Áustria-Hungria foi dissolvida. O seu substituto na Hungria foi a República Soviética Húngara, um estado socialista estabelecido em março de 1919. Foi dissolvido no início de agosto após a derrota na Guerra Húngaro-Romena. 

## Revoluções não comunistas

### Irlanda
Na Irlanda, então parte do Reino Unido, a Revolta da Páscoa nacionalista de 1916 antecipou a Guerra da Independência da Irlanda (1919–1921) dentro do mesmo período histórico desta primeira onda da revolução comunista. O movimento republicano irlandês da época era predominantemente uma forma nacionalista e populista de republicanismo radical, e embora tivesse posições de esquerda e incluísse socialistas e comunistas, não era comunista. As Repúblicas Irlandesa e Russa Soviética, no entanto, encontraram um terreno comum na sua oposição ao Império Britânico e estabeleceram uma relação comercial. No entanto, o historiador britânico E. H. Carr comentou mais tarde que "as negociações não foram levadas muito a sério por nenhum dos lados".  Tanto a República da Irlanda como a República Socialista Federativa Soviética Russa eram estados párias que foram excluídos da Conferência de Paz de Paris. O resultante Estado Livre Irlandês foi fundado em 1922. 

### Grécia
O choque entre o republicanismo radical e o monarquismo conservador também esteve no centro do conflito político na Grécia. Nos anos que antecederam a guerra, a Grécia participou nas guerras dos Balcãs contra estados vizinhos por motivos nacionalistas e irredentistas. A Grande Guerra, ao trazer a Grécia para o lado vitorioso contra o seu antigo rival, o Império Otomano, levou ao auge as tensões existentes entre dois campos frouxos das elites políticas gregas, que é conhecido como o Cisma Nacional. À esquerda, os Venizelistas, liderados por Elefthérios Venizélos, eram liberais, republicanos, progressistas e nacionalistas; favoreceu a França e a Grã-Bretanha na política externa e buscou reformas democratizantes profundas influenciadas pelos Radicais da Terceira República Francesa e pelo primeiro-ministro britânico David Lloyd George. À direita, os monarquistas eram conservadores, clericais e tradicionalistas; favoreceu a Alemanha na política externa e apoiou um papel político poderoso para o rei. Entre 1919 e 1922, a Grécia travou uma guerra com a Turquia para aproveitar a dissolução do Império Otomano e adquirir território habitado por gregos étnicos. O desastre da Grécia na Batalha de Dumlupınar provocou o descrédito do seu establishment conservador e monarquista: os motins do exército e as revoltas populares em 1922 levaram inicialmente a um golpe militar por parte de oficiais do exército republicano, seguido pela abdicação forçada do rei Constantino I em 1923 e pela abolição da monarquia e o estabelecimento da Segunda República Helênica em 1924. Esse período de instabilidade continuou durante o resto do período entre guerras, com o General Pangalos instalado como ditador no golpe militar de 1925, um regresso à democracia sob Venizelos em 1928 e a restauração da monarquia através de um golpe militar em 1935. 

### Espanha
A Espanha, apesar da sua neutralidade durante a guerra, também foi afetada pela turbulência entre o republicanismo radical e o monarquismo tradicionalista. A Monarquia da Restauração de 1874 foi um regime parlamentar, mas conservador, que sub-representava as classes populares e dava ao monarca um papel político importante. Uma revolução democratizante foi tentada em 1917 por uma aliança de republicanos radicais, socialistas e oficiais insatisfeitos das Forças Armadas espanholas, mas logo fracassou. Após a guerra, no entanto, os críticos da monarquia constitucional cresceram à medida que o clima internacional se revelou favorável à mudança institucional republicana ou democratizante, e o Estado da Restauração revelou-se incapaz de resolver uma série de desafios trazidos pela guerra, nomeadamente uma crise económica do pós-guerra e uma renovada ação anti-imperial nas colônias. Os movimentos grevistas proliferaram entre 1919 e 1923, conduzindo nomeadamente a uma escalada do conflito paramilitar entre movimentos de trabalhadores e empregadores em cidades como Barcelona. Entretanto, a Espanha entrou em guerra em 1920 para manter o controlo sobre os últimos remanescentes do seu império colonial, o que culminou numa derrota desastrosa no Annual em 1921, que desacreditou a monarquia constitucional. As repetidas eleições não conseguiram produzir maiorias funcionais no parlamento para qualquer dos partidos do establishment, o Partido Liberal Fundido ou o Partido Liberal-Conservador, para resolver as crises. Perante a agitação social generalizada e a paralisia institucional, o general Miguel Primo de Rivera exigiu o poder, e foi nomeado chefe de governo com poderes ditatoriais pelo rei Afonso XIII. Os movimentos revolucionários e democratizantes de 1916-22 foram impedidos pela instalação de uma ditadura militar que duraria até a Segunda República de 1931. 

### México
A Revolução Mexicana (1910-1920) degenerou em lutas entre facções entre os rebeldes em 1915, quando as forças mais radicais de Emiliano Zapata e Pancho Villa perderam terreno para a mais conservadora "oligarquia de Sonora" e seu Exército Constitucional. Os Felicistas, o último grande grupo de contra-revolucionários, abandonaram a sua campanha armada em 1920, e as lutas destrutivas pelo poder diminuíram por um tempo depois do general revolucionário Álvaro Obregón ter subornado ou matado os seus antigos aliados e rivais, mas a década seguinte testemunhou o assassinato de Obregon e vários outros, tentativas fracassadas de golpe militar e um levante tradicionalista massivo, a Guerra Cristero, contra a perseguição governamental aos católicos romanos. 

### Malta
O Sette Giugno de 1919 foi uma revolta caracterizada por uma série de motins e protestos da população maltesa, inicialmente como uma reação ao aumento do custo de vida após a Primeira Guerra Mundial e à demissão de centenas de trabalhadores do estaleiro. Isso coincidiu com as reivindicações populares de autogoverno que resultaram na formação de uma Assembleia Nacional em Valeta, ao mesmo tempo que os tumultos. Isso impulsionou dramaticamente a revolta, já que muitas pessoas se dirigiram a Valletta para mostrar o seu apoio à Assembleia. As forças britânicas dispararam contra a multidão, matando quatro homens locais. O custo de vida aumentou dramaticamente após a guerra. As importações foram limitadas e, à medida que os alimentos se tornaram escassos, os preços aumentaram, o que fez fortuna aos agricultores e comerciantes com excedentes para comercializar. 

### Egito
Uma revolução a nível nacional contra a ocupação britânica do Egipto e do Sudão foi levada a cabo por egípcios e sudaneses de diferentes esferas da vida, na sequência do exílio ordenado pelos britânicos do líder revolucionário Saad Zaghloul e de outros membros do Partido Wafd em 1919. A revolução levou ao reconhecimento da independência egípcia pela Grã-Bretanha em 1922 e à implementação de uma nova constituição em 1923. A Grã-Bretanha, no entanto, manteve grande influência sobre o recém-criado Reino do Egito . A Grã-Bretanha manteve o controle da Zona do Canal e do Sudão. O rei Fuade morreu em 1936 e Faruque herdou o trono com apenas 16 anos. Alarmado com a Segunda Guerra Ítalo-Etíope durante a qual a Itália Fascista invadiu a Etiópia, ele assinou o Tratado Anglo-Egípcio, que exigia que a Grã-Bretanha retirasse todas as tropas do Egito até 1949, exceto no Canal de Suez. Durante a Segunda Guerra Mundial, as tropas aliadas usaram o Egito como base importante para as suas operações em toda a região. As Forças Armadas Britânicas foram retiradas para a área do Canal de Suez em 1947, mas o sentimento nacionalista anti-britânico continuou a crescer após a guerra. 

### Iraque
A Revolta Iraquiana começou em Bagdá no verão de 1920 com manifestações em massa de iraquianos, incluindo protestos de oficiais amargurados do antigo Exército Otomano, contra os britânicos que publicaram a nova propriedade da terra e os impostos funerários em Najaf. A revolta ganhou força quando se espalhou pelas regiões xiitas, em grande parte tribais, do médio e baixo Eufrates. O xeique Mehdi Al-Khalissi foi um proeminente líder xiita da revolta. Usando artilharia pesada e bombardeio aéreo, o levante foi reprimido pelos britânicos. 
As comunidades religiosas sunitas e xiitas cooperaram durante a revolução, bem como as comunidades tribais, as massas urbanas e muitos oficiais iraquianos na Síria. Os objetivos da revolução eram a independência do domínio britânico e a criação de um governo árabe. A revolta alcançou algum sucesso inicial, mas no final de outubro de 1920, os britânicos suprimiram a revolta, embora alguns elementos dela tenham se arrastado até 1922. Embora os britânicos tenham vencido militarmente, os iraquianos alcançaram uma vitória política. Maior autonomia foi dada ao Iraque, com Faisal I do Iraque instalado como Rei do Iraque. Além disso, o Mandato Britânico para a Mesopotâmia foi cancelado. 

### Turquia
Após a rendição do Império Otomano no Armistício de Mudros e no subsequente Tratado de Sèvres, a resistência tanto ao Sultanato Otomano como às forças de ocupação estrangeiras aumentou através da formação dos Kuva-yi Milliye, milícias irregulares que lutaram contra os franceses no que tornou-se a Frente Sul da guerra. Após a ocupação de Izmir pelas forças gregas, a Grande Assembleia Nacional (GNA) foi formada como um contra-governo liderado por Mustafa Kemal Atatürk. O GNA continuou a lutar contra as forças de ocupação, especialmente os gregos que marcharam mais para dentro da Anatólia, mas detiveram o seu avanço na Batalha de Sakarya. Isto foi seguido pelo início da Grande Ofensiva que empurrou as forças invasoras gregas para fora da Anatólia. 
O rescaldo da guerra de independência viu a abolição do sultanato otomano, encerrando 623 anos de domínio otomano e a soberania da Grande Assembleia Nacional sobre a Turquia. Em 29 de outubro de 1923, uma República foi declarada na Turquia com Atatürk como presidente, que introduziu as reformas de Atatürk. Estas foram uma série de reformas e políticas que reformularam completamente a sociedade, a economia e o governo turcos. 

## Lista de conflitos

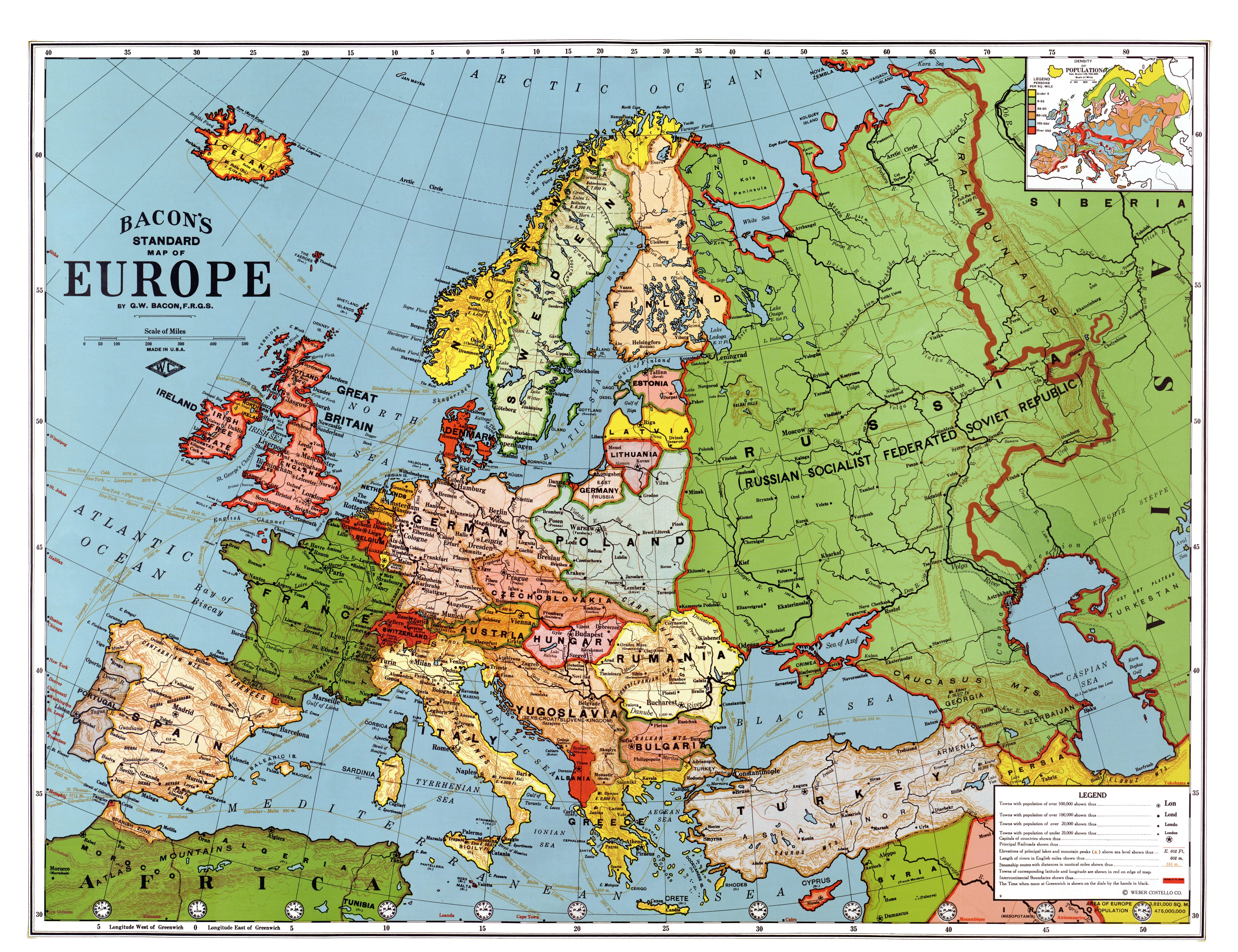
Mapa da Europa em 1923, após as revoluções.

### Revoluções comunistas que começaram em 1917-1924
| Conflito                                                     | Período   |
| ------------------------------------------------------------ | --------- |
| Movimento da Selva de Gilan                                  | 1915–1920 |
| Revolução Russa                                              | 1917      |
| República Socialista Federativa Soviética da Rússia          | 1917      |
| Crise Espanhola                                              | 1917      |
| República Soviética Ucraniana                                | 1918      |
| República Socialista dos Trabalhadores da Finlândia          | 1918      |
| Greve Austro-Húngara                                         | 1918      |
| Makhnovtchina                                                | 1918      |
| Revolução dos Crisântemos                                    | 1918      |
| Semana Vermelha Holandesa                                    | 1918      |
| Guerra Civil Finlandesa                                      | 1918      |
| Rebelião de Darwin                                           | 1918      |
| Greve Geral Suíça                                            | 1918      |
| Conselho de Soldados de Bruxelas                             | 1918      |
| Greve Alemã de Janeiro                                       | 1918      |
| Revolução Alemã                                              | 1918–1919 |
| Rebeliões de Luxemburgo                                      | 1918–1919 |
| República Socialista Soviética da Lituânia                   | 1918–1919 |
| Comuna do Povo Trabalhador da Estônia                        | 1918–1919 |
| Estado Popular da Baviera                                    | 1918–1919 |
| República Socialista Soviética da Letônia                    | 1918–1920 |
| Revoluções e Intervenções na Hungria                         | 1918–1920 |
| Triênio Bolchevique                                          | 1918–1921 |
| Violência Política na Alemanha                               | 1918–1933 |
| República Socialista Soviética da Ucrânia                    | 1919      |
| República Soviética Húngara                                  | 1919      |
| República Soviética Eslovaca                                 | 1919      |
| Semana Trágica Argentina                                     | 1919      |
| Soviete de Limerick                                          | 1919      |
| Revolta Trabalhista Canadense                                | 1919      |
| República Soviética de Bremen                                | 1919      |
| República Soviética da Baviera                               | 1919      |
| República Soviética de Würzburg                              | 1919      |
| República Socialista Soviética Lituano-Bielorrussa           | 1919–1920 |
| Biennio Rosso                                                | 1919–1920 |
| Violência Fascista e Antifascista na Itália                  | 1919–1926 |
| Tentativa de Golpe de Estado na Geórgia                      | 1920      |
| Comitê Revolucionário Polonês Provisório                     | 1920      |
| Revolta do Ruhr                                              | 1920      |
| República Socialista Soviética da Pérsia                     | 1920–1921 |
| Revolta Vermelha                                             | 1920–1922 |
| Patagônia Rebelde                                            | 1920–1922 |
| República de Labin                                           | 1921      |
| Rebelião de Proština                                         | 1921      |
| Ação de Março                                                | 1921      |
| Revolução Mongol                                             | 1921      |
| Revolta de Setembro na Bulgária                              | 1923      |
| Revolta de Hamburgo                                          | 1923      |
| Outubro Alemão                                               | 1923      |
| Revolta Tatarbunária                                         | 1924      |
| Tentativa de Golpe de Estado na Estônia (Revolta de Tallinn) | 1924      |

### Revoltas de esquerda contra os bolcheviques
| Conflito                                            | Período   |
| --------------------------------------------------- | --------- |
| Revolta dos Socialistas Revolucionários de Esquerda | 1918      |
| Revoltas de esquerda contra os bolcheviques         | 1918–1922 |
| Conflito Bolchevique-Makhnovista                    | 1920–1921 |
| Revolta de Tambov                                   | 1920–1921 |
| Rebelião de Kronstadt                               | 1921      |
| Revolta de Agosto na Geórgia                        | 1924      |

### Contrarrevoluções contra a URSS que começaram em 1917-1921
| Conflito                                 | Período   |
| ---------------------------------------- | --------- |
| Movimento Branco                         | 1917–1923 |
| República Popular da Ucrânia             | 1917–1921 |
| República Democrática da Bielorrússia    | 1918–1919 |
| República Popular de Cubã                | 1918–1920 |
| República Montanhosa do Norte do Cáucaso | 1917–1920 |
| República Democrática da Geórgia         | 1918–1921 |
| República Democrática da Armênia         | 1918–1920 |
| República da Armênia Montanhosa          | 1921      |
| República Democrática do Azerbaijão      | 1918–1920 |
| República de Prekmurje                   | 1919      |
| Golpe de Estado Búlgaro                  | 1923      |
| Golpe de Estado Espanhol                 | 1923      |

### Contra-contrarrevoluções soviéticas que começaram em 1918-1919
| Conflito                | Período   |
| ----------------------- | --------- |
| Guerra Civil Russa      | 1917–1923 |
| Terror Vermelho         | 1918      |
| Guerra Polaco-Soviética | 1919–1921 |

### Outros
| Conflito/Movimento                                    | Período   |
| ----------------------------------------------------- | --------- |
| Champaran Satyagraha                                  | 1917      |
| Greve Geral Brasileira                                | 1917–1919 |
| Insurreição Anarquista do Rio de Janeiro              | 1918      |
| Revolta do Arroz                                      | 1918      |
| Revolta na Grande Polônia                             | 1918–1919 |
| Revolta de Sejny                                      | 1919      |
| Revoltas na Silésia                                   | 1919–1921 |
| Guerra de Independência da Turquia                    | 1919–1923 |
| Revoltas durante a Guerra da Independência da Turquia | 1919–1923 |
| Terceira Guerra Anglo-Afegã                           | 1919      |
| Guerra de Independência da Irlanda                    | 1919–1921 |
| Revolta Iraquiana                                     | 1920      |
| Kapp-Putsch                                           | 1920      |
| Revolta na Hungria Ocidental                          | 1921      |
| Rebelião de Bondelswarts                              | 1922      |
| Guerra Civil Irlandesa                                | 1922–1923 |
| Putsch da Cervejaria                                  | 1923      |